# 서울새솔초등학교
서울새솔초등학교는 대한민국 서울특별시 중랑구 신내역로1길 164 (신내동)에 있는 초등학교다.

## 학교 연혁
- 2013년 1월 5일 서울새솔초등학교 공사 착공
- 2013년 12월 20일 서울특별시립학교 설치조례 개정안 의결
- 2013년 12월 26일 서울새솔초등학교장 겸임인사 발령
- 2014년 1월 1일 행정실장 및 일반직 5명 인사 발령
- 2014년 1월 10일 교감 및 개설 요원 9명 인사 발령
- 2014년 2월 13일 2014년 3월 1일자 근무교사 29명 발령
- 2014년 3월 3일 19학급(특수학급 1학급 포함) 개교
- 2014년 3월 3일 입학식(남:43 여:33 계:76명)
- 2014년 4월 21일 새로운 새솔의 행복과 꿈이 열리는 개교식
- 2014년 9월 1일 29학급(특수 1학급) - 9학급 증설 (남:267 여:226 계:493명)
- 2014년 10월 13일 산학협동협약체결 - 삼육보건대학교
- 2014년 11월 15일 자연사랑 어린이 미술대회 우수학교 표창 - 하나은행장
- 2014년 12월 2일 학교평생교육 부분 - 교육장 표창
- 2014년 12월 13일 PVC없는 어린이 안전 환경 만들기 협력학교
- 2015년 1월 23일 서울교육대학교 교육실습협력학교 지정
- 2015년 2월 13일 제1회 졸업식(남:26 여:16 계:42명)
- 2015년 3월 2일 입학식(남:89 여:84 계:173명)